# Handsömnad
Handsömnad är en handlingsburen kunskap som sträcker sig bakåt till den förhistoriska människans behov av skyddande klädedräkt och fram till nutiden. För handsömnad krävs en tråd och en synål samt kunskap om hur olika sömmar och stygn utförs och vilka användningsområden de lämpar sig för. Till handsömnad brukas enkla handverktyg, där de mest använda - synålen, fingerborgen och saxen - varit relativt oförändrade de senaste 800 åren. 
I historisk tid har främst kvinnor och flickor lärt sig att sy. Undantaget var meniga soldater som förväntades utföra reparationer och lagningar av sin uniform med mera. Här beskrivs främst sömnad i hemmet, inte de professionella utövarna skräddare och sömmerskor.

## Material och verktyg
Nål och tråd är det mest nödvändiga men det finns mer som har ansetts vara mycket bra att ha i material och verktygsväg:
Olika grovlekar av vit sytråd av bomull dito svart sytråd, silke i vitt svart och kulört både till sömnad och stoppning. De mest användbara bandsorterna. Olika dekorationer och knappar, också hyskor och hakar. En välförsedd nålbok med flanellblad för varje storlek, nålar för stoppning, lagning av handskar och för grövre material får inte glömmas.

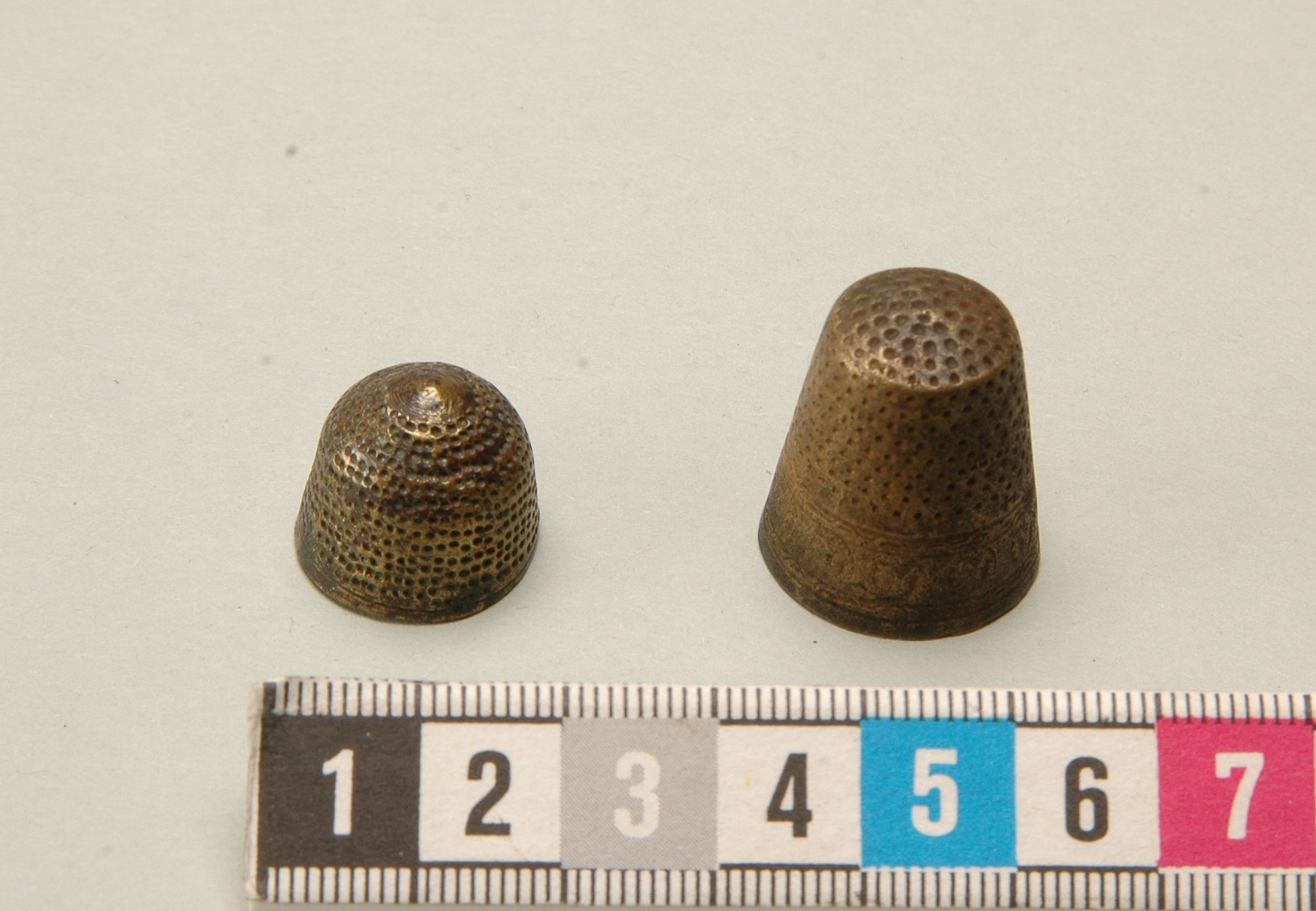
Medeltida fingerborgar (verktyg vid handsömnad) från Ragnhildsholmen i Bohuslän.

De mest användbara saxarna är, en stor för tillklippning, en medelstor all-sax, en mindre sax med trubbiga uddar och en dito med vassa uddar. En sax för spetsar med ena udden trubbig och den andra vass, samt en knapphålssax.
Vidare behövs en nåldyna, en smärgeldyna, vax att stärka tråden med, en pryl, trädnålar, en fingerborg, en liten kniv (troligen för att sprätta upp sömmar med), en mätsticka, en liten plåtburk att förvara knappar hakar och hyskor. En tung nåldyna fylld med kli och tyngd av bly eller en tegelsten sådana tunga nåldynor kallas även sybaron. Saxarna bör ha fodral som knyts fast i korghandtaget. Saxfodralen är märkta liksom tygpåsarna för förvaring av band och stoppgarn med mera (allt förvaras i en större korg).

## Undervisning i handsömnad
Undervisningen i sömnad kunde börja mycket tidigt som synes av de bevarade märkdukar sydda av flickor i tioårsåldern, med en och annan så ung som fem år. Sömnadskunskaperna var oftast tänkta att omfatta sömnad av hushållslinne som lakan och handdukar, underkläder som herrskjortor, underkjolar, nattskjortor och nattlinnen. Dessutom skulle man kunna reparera och underhålla vad man sytt. De lite försigkomnare eller ekonomiskt pressade sydde också barnplagg och enklare vuxenplagg. Kappor, rockar, dräkter, finkläder och kostymer förväntades att man överlät till skräddaren och sömmerskan eller i nyare tider till konfektionsindustrin. Hur skicklig var och en blev berodde dels på hur mycket den som lärde ut själv kunde, dels på fallenheten hos barnet som skulle lära sig, men också på hur mycket tid som kunde sättas av. Var sömnaden, en av några få lärdomar och sysslor som skulle hinnas med, eller var den något som bara kunde läras ut och läras efter att nödvändigare arbeten var klara? När det finns publicerade tidigare texter om sömnad talas det inte sällan om de ”fattigas” brist på kunskap.
När folkskolan blev obligatorisk kom slöjd snart att ingå, träslöjd för gossar och syslöjd för flickor. Den tidiga syslöjden var med kraft inriktad på enbart nytta. Här gällde strumpstickning, prydliga fållar, och stadiga stoppar samt lappning. Broderi inskränktes till enklare bokstäver för linnemärkning, och det diskuterades om man alls skulle undervisa i virkning: var det tillräckligt nyttigt? Man virkade dock exempelvis grytlappar. Så småningom blev det också mer utrymme för variation och skaparglädje. Men det dröjde och begränsades också av sparsamt tilltagna medel. Ännu vid 1900-talets mitt gjordes provlappar med sömmar, lagningar, knapphål, öglor med mera som var just prov, och man stickade en vante och/eller en strumpa.

## Historisk översikt
Gradvis börjar symaskinen för hushållen bli vanlig; även hushåll som inte var välbeställda kunde tänka sig att köpa åtminstone en begagnad maskin trots att man enbart sydde till husbehov. I början levde kunskaperna i handsömnad kvar parallellt, men förmodligen dels som en motreaktion på påtvingade övningar i lappning och lagning, dels beroende på ändrade prioriteringar inom skolan blev kunskaper i handsömnad mindre spridd. Först med diskussionen om hållbar textilkonsumtion och uppcykling har handsömnad blivit något som fler vill lära sig.